# Izium

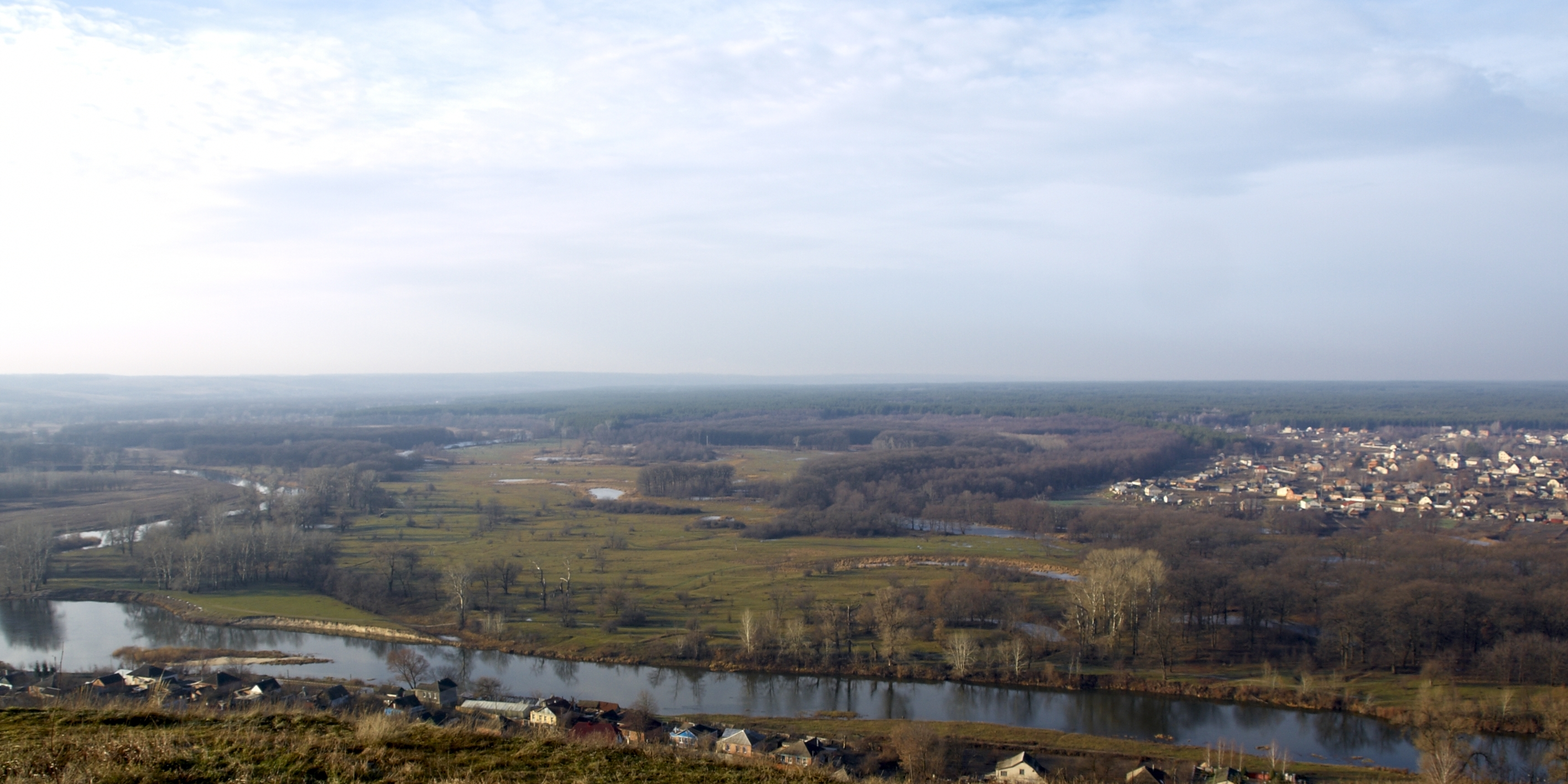
Peisaj pe râul Doneț lângă Izium

Izium (ucraineană Ізюм) este un oraș reședință de raion din regiunea Harkov din estul Ucrainei, cu 48.000 de locuitori (2018).

## Geografie
Iziumul este situat în partea de sud-est a regiunii Harkov, pe ambele maluri ale râului Doneț (un afluent al Donului), la vărsarea în el a afluentului său Iziumeț (Mokrîi Iziumeț), la 127 km sud-est de Harkov și 592 km de Kiev. Prin oraș trece autostrada Kiev — Rostov-pe-Don (M03). În oraș se află o gară feroviară.
Iziumul are o suprafață de 43,6 km². Suprafața orașului este formată de o câmpie ondulată, disecată de văi și râpe în platouri separate. Cel mai înalt punct al orașului este situat pe malul drept al Donețului - așa-numitul Munte Kremeneț care are o înălțime de 218 m.
Suprafața spațiilor verzi din oraș este de 1357,4 ha. Orașul este înconjurat de păduri foarte dese, care alternează cu numeroase dealuri și zone de stepa arate. Suprafața pădurilor din jurul orașului este de aproximativ 60.000 de hectare, dintre care 430 de hectare se află în limitele orașului, iar la est la o distanță de 9 km se află lacul de acumulare Oskol, care este unul dintre cele mai mari lacuri de acumulare din estul Ucrainei.

### Clima
Iziumul este situate în zona cu climă temperată, caracterizată prin veri calde. Cea mai caldă lună este iulie, cu o temperatură medie de +21,5°C. Cea mai rece lună este ianuarie, cu o temperatură medie de -6,6°C. Nivelul precipitațiilor medii anuale este de circa 500 mm. În oraș se află o stație meteorologică.
| Date climatice pentru Izium (1981–2010, extreme 1949–2011) | Date climatice pentru Izium (1981–2010, extreme 1949–2011) | Date climatice pentru Izium (1981–2010, extreme 1949–2011) | Date climatice pentru Izium (1981–2010, extreme 1949–2011) | Date climatice pentru Izium (1981–2010, extreme 1949–2011) | Date climatice pentru Izium (1981–2010, extreme 1949–2011) | Date climatice pentru Izium (1981–2010, extreme 1949–2011) | Date climatice pentru Izium (1981–2010, extreme 1949–2011) | Date climatice pentru Izium (1981–2010, extreme 1949–2011) | Date climatice pentru Izium (1981–2010, extreme 1949–2011) | Date climatice pentru Izium (1981–2010, extreme 1949–2011) | Date climatice pentru Izium (1981–2010, extreme 1949–2011) | Date climatice pentru Izium (1981–2010, extreme 1949–2011) | Date climatice pentru Izium (1981–2010, extreme 1949–2011) |
| Luna                                                       | Ian                                                        | Feb                                                        | Mar                                                        | Apr                                                        | Mai                                                        | Iun                                                        | Iul                                                        | Aug                                                        | Sep                                                        | Oct                                                        | Nov                                                        | Dec                                                        | Anual                                                      |
| ---------------------------------------------------------- | ---------------------------------------------------------- | ---------------------------------------------------------- | ---------------------------------------------------------- | ---------------------------------------------------------- | ---------------------------------------------------------- | ---------------------------------------------------------- | ---------------------------------------------------------- | ---------------------------------------------------------- | ---------------------------------------------------------- | ---------------------------------------------------------- | ---------------------------------------------------------- | ---------------------------------------------------------- | ---------------------------------------------------------- |
| Maxima medie °C (°F)                                       | −1.9 (28,6)                                                | −1.2 (29,8)                                                | 5.0 (41)                                                   | 14.7 (58,5)                                                | 21.6 (70,9)                                                | 25.1 (77,2)                                                | 27.4 (81,3)                                                | 26.8 (80,2)                                                | 20.6 (69,1)                                                | 12.9 (55,2)                                                | 4.3 (39,7)                                                 | −0.7 (30,7)                                                | 12,9 (55,2)                                                |
| Media zilnică °C (°F)                                      | −4.1 (24,6)                                                | −4 (24,8)                                                  | 1.3 (34,3)                                                 | 9.5 (49,1)                                                 | 15.6 (60,1)                                                | 19.5 (67,1)                                                | 21.5 (70,7)                                                | 20.1 (68,2)                                                | 14.4 (57,9)                                                | 8.0 (46,4)                                                 | 1.6 (34,9)                                                 | −2.9 (26,8)                                                | 8,4 (47,1)                                                 |
| Minima medie °C (°F)                                       | −6.9 (19,6)                                                | −7.2 (19)                                                  | −2.2 (28)                                                  | 4.5 (40,1)                                                 | 10.2 (50,4)                                                | 14.3 (57,7)                                                | 16.0 (60,8)                                                | 14.9 (58,8)                                                | 9.9 (49,8)                                                 | 4.4 (39,9)                                                 | −1.3 (29,7)                                                | −5.7 (21,7)                                                | 4,2 (39,6)                                                 |
| Minima istorică °C (°F)                                    | −35 (−31.0)                                                | −36.1 (−33.0)                                              | −29.7 (−21.5)                                              | −9 (15,8)                                                  | −2.8 (27)                                                  | 1.1 (34)                                                   | 3.0 (37,4)                                                 | 1.1 (34)                                                   | −6.7 (19,9)                                                | −17 (1,4)                                                  | −22.6 (−8.7)                                               | −33.2 (−27.8)                                              | −36,1 (−33,0)                                              |
| Precipitații mm (inches)                                   | 47.9 (1.886)                                               | 43.3 (1.705)                                               | 44.0 (1.732)                                               | 37.9 (1.492)                                               | 48.3 (1.902)                                               | 62.8 (2.472)                                               | 58.8 (2.315)                                               | 38.2 (1.504)                                               | 48.9 (1.925)                                               | 43.0 (1.693)                                               | 46.0 (1.811)                                               | 46.2 (1.819)                                               | 565,3 (22,256)                                             |
| Umiditate [%]                                              | 84.9                                                       | 81.8                                                       | 77.3                                                       | 67.5                                                       | 64.9                                                       | 68.2                                                       | 68.2                                                       | 67.5                                                       | 73.4                                                       | 79.2                                                       | 85.1                                                       | 85.5                                                       | 75,3                                                       |
| Nr. de zile cu precipitații (≥ 1.0 mm)                     | 10.4                                                       | 8.8                                                        | 8.4                                                        | 7.0                                                        | 7.2                                                        | 8.5                                                        | 7.5                                                        | 5.2                                                        | 6.7                                                        | 6.5                                                        | 7.7                                                        | 9.2                                                        | 93,1                                                       |
| Sursa nr. 1: World Meteorological Organization             |                                                            |                                                            |                                                            |                                                            |                                                            |                                                            |                                                            |                                                            |                                                            |                                                            |                                                            |                                                            |                                                            |
| Sursa nr. 2: Climatebase.ru (extreme)                      |                                                            |                                                            |                                                            |                                                            |                                                            |                                                            |                                                            |                                                            |                                                            |                                                            |                                                            |                                                            |                                                            |

## Toponimia
Există mai multe versiuni ale originii numelui:
1. din cuvântul tătar „guzun” = vad. Vadul Izium era cunoscut cu mult înainte de întemeierea orașului și se afla pe drumul strategic dintre Moscova și Crimeea.
2. de la râul Iziumeț, pe malurile căruia au apărut primele case ale coloniștilor;
3. din cuvântul tătar „izzun” = lung, alungit (după aspectul muntelui Kremeneț din Izium - un monument complex al naturii de importanță locală).

## Istorie

### Preistoria orașului
Teritoriul Iziumului a fost locuit încă din epoca mezolitică. Cu mult înainte de apariția Iziumului, lângă râul menționat în letopisețe Salnița (acum Recika), în 1111, armata rusă condusă de cneazul kievean Sviatopolk Iziaslavici și cneazul pereiaslavlean Vladimir Monomah a învins armata cumană. Aici, în mai 1185, a stat drujina (oastea) cneazului Igor al Novgorod-Severskului (aceste evenimente sunt descrise în „Cuvânt despre oastea lui Igor”).
În a doua jumătate a secolului al XIII-lea, aceste locuri au fost devastate multă vreme de mongoli-tătari. Aceste ținuturi au început să fie populate din nou la sfârșitul secolului al XV-lea, când au fost înființate posturi de pază.

### 1681—1917
Istoria orașului începe în al 2-lea sfert al secolului al XVII-lea, când a fost construit ocopul Izium pe malul stâng al Donețului, în care pe rând își făceau serviciu de pază locuitorii din Putivl (acum în regiunea Sumî, Ucraina), Livnî (acum în regiunea Orlov, Federația Rusă), Rîlsk (acum în regiunea Kursk, Federația Rusă).
În 1681 cazacii din Harkov sub conducerea colonelului G. Doneț-Zaharjevski au întemeiat cetatea Izium (data oficială a înființării orașului). Aproape concomitent cu construcția cetății în 1684, cazacii au construit catedrala Schimbarea la Față a Domnului (Spaso-Preobrajenski), precum și biserica din lemn Pokrovskaia (distrusă în 1941). În jurul cetății, au apărut slobozii suburbane (forștate) - Peski, Popovka, Goncearovka (care mai târziu au fost incluse în orașul Izium ca raioane și și-au păstrat numele până astăzi).
Din 1685 - oraș, centrul polcului (regimentului) de cazaci slobozeni Izium, căruia îi erau subordonate 13 orașe și slobozii din împrejurimi. Regimentul Izium (din 1765 - un regiment regulat de husari al armatei ruse) nu numai că a apărat ținutul de atacurile tătarilor, dar a luat parte și la o serie de campanii militare, inclusiv în Marele Război al Nordului (1700–1721), Războiul ruso-turc din 1735–1739, au luat cu asalt Oceacovul (1737), Benderul, Izmailul, a participat la luptele cu trupele napoleoniene.
Prin oraș trecea o cale comercială de la Slobojanșcina (Ucraina slobozeană) spre Don. La sfârșitul secolului al XVII-lea, în Izium au apărut primele întreprinderi manufacturiale. La începutul secolului al XVIII-lea, Iziumul era cel mai populat și cel mai bogat oraș din Ucraina slobozeană.
În 1708 a fost  inclus în gubernia Azov, în 1718 - în provincia Belgorod a guberniei Kiev, în 1765 - în gubernia Slobozeană Ucraineană. Din 1780 - oraș județean în viceregatul (namestnicestvo) Harkov, din 1797 - în gubernia Slobozeană Ucraineană, din 1835 - în gubernia Harkov.
În secolul al XIX-lea în oraș se organizau anual 4 iarmaroace, iar săptămânal târguri. La începutul secolului al XX-lea, Iziumul era una dintre cele mai importante piețe de vite, lână și pâine. În anii 1880, în oraș funcționau o fabrică de spirt, de ulei, de topit grăsimi și o serie de fabrici de cărămidă și ceară. Construcția unei căi ferate în apropierea orașului în 1910, care lega Harkovul de Donbas, a contribuit la dezvoltarea industriei.
La începutul secolului XX funcționau 24 de întreprinderi industriale, cu peste 1 mie de meșteșugari. Din 1906, funcționau fabrica de bere Șadlun și Bleze (a funcționat și în perioada sovietică), fabrica de mașini agricole Sabo, 3 fabrici Boltunov de cărămidă și fabricile de cherestea Bednicenko, Belovițki și Deriugin.  În 1914, a fost construită o centrală electrică.
În 1915, firma germană „Karl Brandt” a construit atelierele Izium de reparații de cale ferată (acum uzina Izium de reparații de locomotive). În 1916, prin decretul împăratului Nicolae al II-lea, a fost începută construcția unei uzine de sticlă optică (pusă în funcțiune în 1923; astăzi uzina Izium de stat constructoare de aparate). La acea vreme, aproximativ 18.000 de oameni lucrau în întreprinderile industriale din oraș. Totodată, au fost deschise o școală orășenească de trei clase, un gimnaziu de fete și o școală reală.

### 1918—2021
În timpul ostilităților din 1918-1920 din Războiul Civil Rus, puterea în oraș s-a schimbat de mai multe ori. Locuitorii au fost supuși represiunilor staliniste, au suferit de foamete (holodomor) în 1932–1933 (numărul victimelor a fost 2.761 de persoane).
În 1923–1930 Iziumul a fost centrul districtului (ocrugului) Izium, din 1923 – centrul raionului Izium. În 1932 a fost inclus în regiunea Harkov.
În 1941, prin oraș a trecut linia frontului timp de 8 luni. În mai 1942, după o ofensivă nereușită, armatele a 6-a și a 57-a sovietice au fost încercuite. La 23 iunie 1942, trupele sovietice au părăsit Iziumul. Pe 5 februarie 1943, Iziumul a fost eliberat de divizia 267 de infanterie. În anii postbelici, orașul a devenit unul dintre centrele producției de aparate. Din 1954 până în 2007 a funcționat uzina optico-mecanică Izium.

### Invazia Rusiei în Ucraina (2022)
După invazia rusă în Ucraina în 2022 orașul a fost scena unor lupte grele timp de săptămâni. Viceprimarul a indicat chiar o distrugere deliberată a orașului. La sfârșitul lunii martie 2022 Izium a fost capturat de forțele ruse. O familie din oraș a povestit ziarului Guardian despre vânarea oamenilor de ruși, precum și despre jafuri și răpiri.
La începutul lunii septembrie forțele armate ucrainene au lansat o contraofensivă. Izium a fost eliberat de forțele armate ucrainene pe 10 septembrie 2022. Au fost raportate încercări masive de evadare din partea forțelor ruse.

## Populația
| 1897   | 1923  | 1926  | 1939   | 1959   | 1970   | 1979   | 1989   | 2001   | 2010   | 2018   |
| ------ | ----- | ----- | ------ | ------ | ------ | ------ | ------ | ------ | ------ | ------ |
| 13.108 | 9.414 | 9.490 | 34.859 | 37.595 | 51.603 | 60.516 | 64.334 | 56.114 | 52.821 | 48.368 |

Sursa: 